# یوری هودیمنکو
یوری هودیمنکو (اوکراینی: Юрій Аркадійович Гудименко؛ زادهٔ ۱۰ مارس ۱۹۶۶) بازیکن فوتبال اهل اوکراین است.
از باشگاه‌هایی که در آن بازی کرده‌است می‌توان به باشگاه فوتبال دنیپرو، باشگاه فوتبال تاوریا سیمفروپول، باشگاه فوتبال دینامو مسکو،اشاره کرد.
وی همچنین در تیم ملی فوتبال اوکراین بازی کرده‌است.